# Serafín Martínez del Rincón y Trives
Serafín Martínez del Rincón y Trives (Palencia, 1840-Madrid, marzo de 1892) fue un pintor español del siglo XIX, cultivador de la Pintura de historia, el retrato y de escenas de género.

## Vida y obra
Nació en la ciudad de Palencia en 1840. Sus primeros pasos artísticos estarían relacionados con la Escuela Municipal de Dibujo de Palencia en donde fueron alumnos Casado del Alisal, Dióscoro Puebla, Eugenio Oliva Rodrigo y Juan María de Velasco, entre otros, hasta que pasase a Madrid para formarse en la Escuela de Bellas Artes de San Fernando. 
Animado por éxitos regionales (medalla de bronce en la Exposición Provincial de Valladolid de 1857) presentó a la Exposición Nacional de Bellas Artes (España) de 1862 La jura en Santa Gadea. No logró, en 1864, plaza de pensionado en Roma para lo que realizó Resurrección de la hija de Jairo, pero en 1867 se le reconoce su trabajo con una merecida mención honorífica por su lienzo Reparto de sopa a la puerta de un convento o La sopa boba. No obtuvo éxitos mayores hasta 1878 fecha en la que su cuadro Un exorcismo logró medalla de tercera clase antes de ser enviado a la Exposición Universal de París.

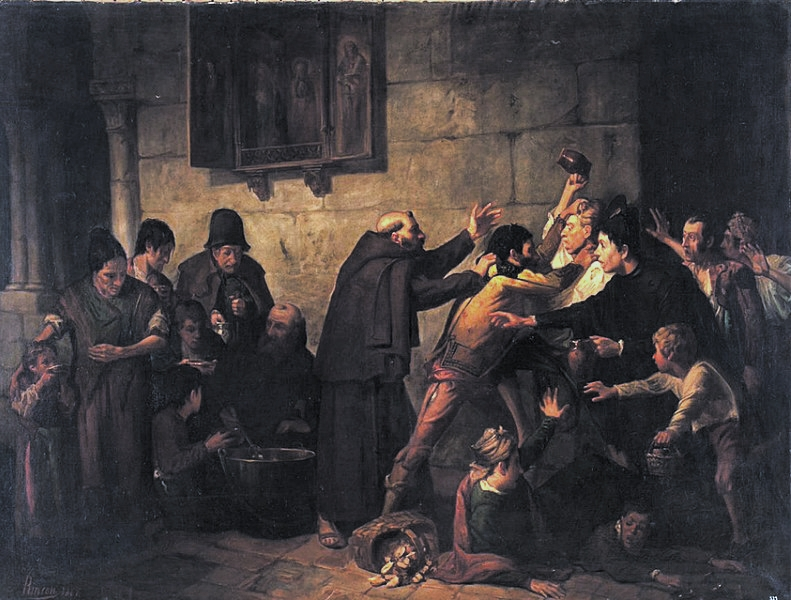
Reparto de sopa a la puerta de un convento, obra que fue reconocida con una mención honorífica en 1867.

En 1881 realizó su obra más célebre, basada en las leyendas malagueñas, La peña de los enamorados, tema de claras reminiscencias románticas y por la que fue propuesto para medalla de segunda clase y que sería adquirido por el Ayuntamiento de Málaga. 
Desde 1866, Serafín Martínez del Rincón estaba vinculado al sur, pues en ese año fue nombrado profesor de la Escuela de Bellas Artes de Cádiz, pasando posteriormente como catedrático de dibujo lineal y adorno en la Escuela de Bellas artes de Málaga, para en 1883 regresar a Cádiz para ostentar la cátedra de Colorido y Composición. 
Fueron discípulos suyos, los pintores Horacio Lengo Martínez, el sevillano José María Murillo y Bracho, y el malagueño Manuel Criado Baca.
Esta actividad le hizo gozar de una cierta fama regional que se traduce en los premios obtenidos en 1870 (Medalla de Oro en la exposición provincial de Cádiz),  1883 (Medalla de Oro en la exposición provincial de Granada), a la Exposición Nacional de 1871 presentó un tema histórico, muy de la época, Bernardo del Carpio encontrando muerto a su padre, y es en 1888 cuando traspasa los límites de Andalucía y obtiene medalla de Oro en la Universal de Barcelona. Era, un pintor impregnado por las Academias de Cádiz y Málaga.
En los últimos años de su carrera profesional abandonó la pintura de historia en favor de la de género con cierto aire orientalista,  (Una esclava en el harén, Sola, La perezosa, Una victoria más, ¡Pobre bruja!, Una maja, La artista, A los toros) y algún que otro retrato como el de Joaquín López Puigcerver y el del rey Don Alfonso XII para la Academia de Caballería de Valladolid.

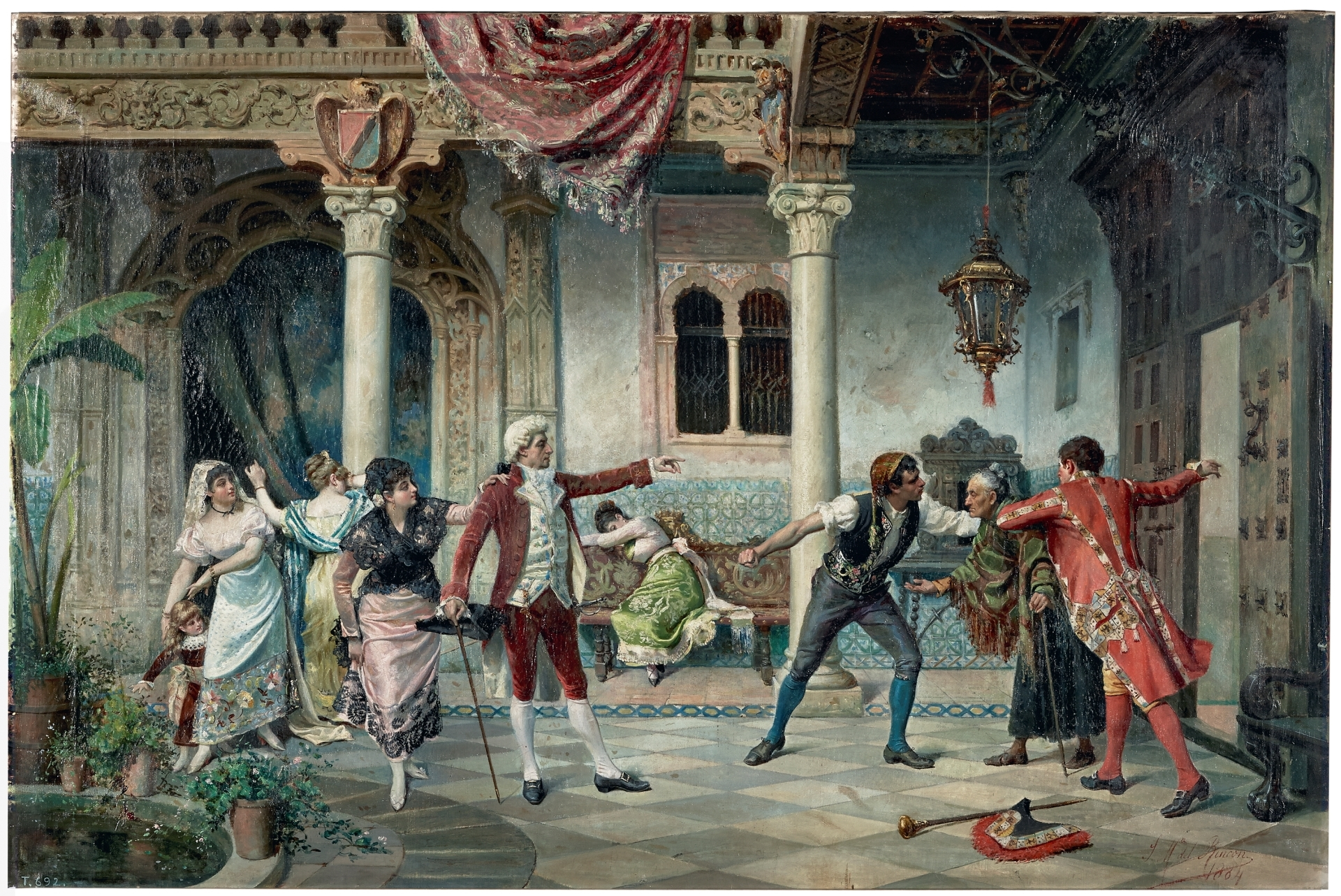
¡Pobre bruja!, obra elaborada por Serafín Martínez en su última etapa.

En 1888, siendo ya director de la Escuela de Artes y Oficios de Madrid, fue propuesto por el Ministerio de Fomento de España para recibir la gran cruz de la Orden de Isabel la Católica que se le concedió en julio; los periódicos de Palencia se hicieron eco de esta noticia al igual que de la muerte de su hija, ocurrida en julio de 1891. 
Poco iba a sobrevivirla el artista que era enterrado en marzo del 92 siendo recordado por la prensa palentina como el autor de La peña de los enamorados.